# دهان‌قورباغه‌ای سلیمان
دهان‌قورباغه‌ای سلیمان (نام علمی: Rigidipenna inexpectata) نام یک گونه از تیره دهان‌قورباغه‌ای است.